# アレクサンドル・グセフ (軍人)
アレクサンドル・グセフ（Александр Гусев、1946年11月26日 - ）は、ロシア連邦の軍人、チェキスト。第6代アルファ部隊指揮官、中将。

## 経歴
モスクワ出身。スヴォーロフ学校（幼年学校）を卒業し、ロシア・ソビエト連邦社会主義共和国最高会議名称諸兵科共通指揮学校に入校。
クレムリン連隊に勤務し、小隊長から連隊参謀長までを歴任。M.V.フルンゼ名称軍事アカデミーを卒業し、クレムリン副警備司令。
1995年2月、年金生活に入ったゲンナジー・ザイツェフ少将に代わり、アルファ部隊指揮官に任命。
趣味はバレーボール。父は退役中佐。妻帯。